# Коменешть
Коменешть, Коменешті (рум. Comănești) — місто у повіті Бакеу в Румунії. Адміністративно місту підпорядковані такі села (дані про населення за 2002 рік):
- Вермешть (1262 особи)
- Подей (561 особа)

Місто розташоване на відстані 223 км на північ від Бухареста, 39 км на південний захід від Бакеу, 118 км на південний захід від Ясс, 107 км на північний схід від Брашова.

## Населення
За даними перепису населення 2002 року у місті проживали 23 679 осіб.
Національний склад населення міста:
| Національність   | Кількість осіб | Відсоток |
| ---------------- | -------------- | -------- |
| румуни           | 23166          | 97,8%    |
| цигани           | 395            | 1,7%     |
| угорці           | 69             | 0,3%     |
| німці            | 9              | < 0,1%   |
| італійці         | 3              | < 0,1%   |
| росіяни-липовани | 2              | < 0,1%   |
| греки            | 2              | < 0,1%   |
| поляки           | 2              | < 0,1%   |
| китайці          | 1              | < 0,1%   |

Рідною мовою назвали:
| Мова       | Кількість осіб | Відсоток |
| ---------- | -------------- | -------- |
| румунська  | 23563          | 99,5%    |
| угорська   | 59             | 0,2%     |
| циганська  | 47             | 0,2%     |
| німецька   | 3              | < 0,1%   |
| грецька    | 1              | < 0,1%   |
| італійська | 1              | < 0,1%   |
| китайська  | 1              | < 0,1%   |

Склад населення міста за віросповіданням:
| Релігія                                       | Кількість осіб | Відсоток |
| --------------------------------------------- | -------------- | -------- |
| православні                                   | 21644          | 91,4%    |
| римо-католики                                 | 1369           | 5,8%     |
| п'ятдесятники                                 | 294            | 1,2%     |
| адвентисти                                    | 124            | 0,5%     |
| баптисти                                      | 109            | 0,5%     |
| старообрядці                                  | 26             | 0,1%     |
| греко-католики                                | 17             | 0,1%     |
| реформати                                     | 6              | < 0,1%   |
| не релігійні                                  | 6              | < 0,1%   |
| бретрени                                      | 5              | < 0,1%   |
| мусульмани                                    | 4              | < 0,1%   |
| унітарії                                      | 2              | < 0,1%   |
| атеїсти                                       | 2              | < 0,1%   |
| лютерани (Синодально-пресвітеріанська церква) | 1              | < 0,1%   |
| не вказали релігію                            | 7              | < 0,1%   |

## Відомі особистості
В поселенні народилась:
- Анка Григораш (* 1957) — румунська гімнастка.

## Зовнішні посилання
- Дані про місто Коменешть на сайті Ghidul Primăriilor [Архівовано 5 Квітня 2012 у Wayback Machine.]